# شهرداری شهریار
شهرداری شهریار نام سازمانی غیردولتی است که مسئولیت اداره شهر شهریار را بر عهده دارد. بالاترین مقام این سازمان شهردار است که توسط شورای اسلامی شهریار انتخاب می‌گردد.شهردار کنونی شهریار علی ملکی است که سابقه شهردار شهر اندیشه و صبا شهر را در کارنامه کاری خود دارد .

## تاریخچه
این شهرداری در سال ۱۳۳۱ بنیان‌گذاری شد.هنگام بنیان‌گذاری این سازمان، شهر شهریار ۵٬۰۰۰ نفر جمعیت داشته است.از هنگام بنیان‌گذاری تا کنون ۳۳ نفر مقام شهردار را بر عهده داشته‌اند.